# 최창근 (1947년)
최창근(崔昌根, 1947년 ~ )은 고려아연 회장을 맡고 있는 대한민국 기업인이다. 본관은 해주이며, 황해도 봉산군 출신이다.

## 학력
- 1966년 경복고등학교
- 1974년 서울대학교 자원공학과 학사
- 1977년 콜로라도 대학교 자원공학 학사
- 1980년 콜로라도 광업대학교 대학원 경영학, 자원경제학

## 경력
- 1980년	한국동력자원연구소 자원경제연구실 실장
- 1984년	서린상사 대표이사 사장
- 1994년	고려아연 부사장
- 1996년	고려아연 대표이사 사장
- 1999 ~ 2001년한국비철금속협회 회장
- 2003년	고려아연 대표이사 부회장
- 2009년	고려아연 대표이사 회장

## 가족
- 최기호 고려아연 창업주의 6남 3녀 중 3남이다. 부인 이신영과 사이에 1남 2녀를 두었다.

- 장녀 최경아는 천신일 세중 회장의 장남 천세전 세중 사장과 결혼했다. 차녀 최강민은 방우영 조선일보 명예회장의 외아들인 방성훈 스포츠조선 부사장과 결혼했다. 아들 최민석은 김부겸 전 국무총리의 딸 김지수와 2015년 결혼했다.[2]